# Tinea sphenocosma
Tinea sphenocosma är en fjärilsart som beskrevs av Edward Meyrick 1919. Tinea sphenocosma ingår i släktet Tinea och familjen äkta malar. Inga underarter finns listade i Catalogue of Life.